# مقبرة حرب صفاقس
مقبرة حرب صفاقس هي مقبرة حرب تقع بالقرب من مدينة صفاقس، تونس، تحتفظ بها حاليًا هيئة الكومنولث لمقابر الحرب. تحتوي على قبر واحد للكومنولث من الحرب العالمية الأولى، و 1253 قبر للكومنولث من الحرب العالمية الثانية (لم يتم تحديد 52 منها بعد)، وقبر جندي يوناني من الحرب العالمية الثانية.